# Криулино (Свердловская область)
Криулино — село в Красноуфимском округе Свердловской области. Входит в состав Криулинского сельского совета.

## География
Населённый пункт расположен на левом берегу реки Уфа в 4 километрах на юго-восток от административного центра округа — города Красноуфимск.

### Часовой пояс
Криулино как и вся Свердловская область, находится в часовой зоне МСК+2. Смещение применяемого времени относительно UTC составляет +5:00.

## Население
| 2002 | 2010  | 2021  |
| ---- | ----- | ----- |
| 2067 | ↗2102 | ↗2260 |

## Инфраструктура
В селе расположены три садоводческие некоммерческие территории (СНТ «Коллективный сад» №1, №2 и №4). Есть почтовое отделение.

### Улицы
Уличная сеть села состоит из 37 улиц и шести переулков. Одна из улиц носит имя Петра Ефимовича Голенищева — российского политического деятеля, председателя Палаты представителей Законодательного собрания Свердловской области (1998—2000), члена Совета Федерации (1999—2000).